# 钦南区
钦南区是中国广西壮族自治区钦州市所辖的一个市辖区。总面积为1972平方公里，區人民政府駐金海灣東大街。

## 行政区划
钦南区下辖5个街道办事处、11个镇：
向阳街道、水东街道、文峰街道、南珠街道、尖山街道、沙埠镇、康熙岭镇、黄屋屯镇、大番坡镇、龙门港镇、久隆镇、东场镇、那丽镇、那彭镇、那思镇、犀牛脚镇、丽光华侨农场、钦州港经济技术开发区、三娘湾旅游管理区、广西钦州保税港区和中马钦州产业园区。

## 人口
根據第七次人口普查數據，截至2020年11月1日零時，欽南區常住人口為679692人。

## 交通

### 公路
- 兰海高速、 宾钦高速、 228国道、 242国道、 325国道

## 风景名胜
- 三娘灣
- 刘永福旧居